# Zărnești
Zărnești (en allemand : Zernescht ou Zernen ; en hongrois : Zernest) est une ville des Carpates, en Roumanie, dans le județ de Brașov.

## Géographie

Zărnești dans le județ de Brașov.

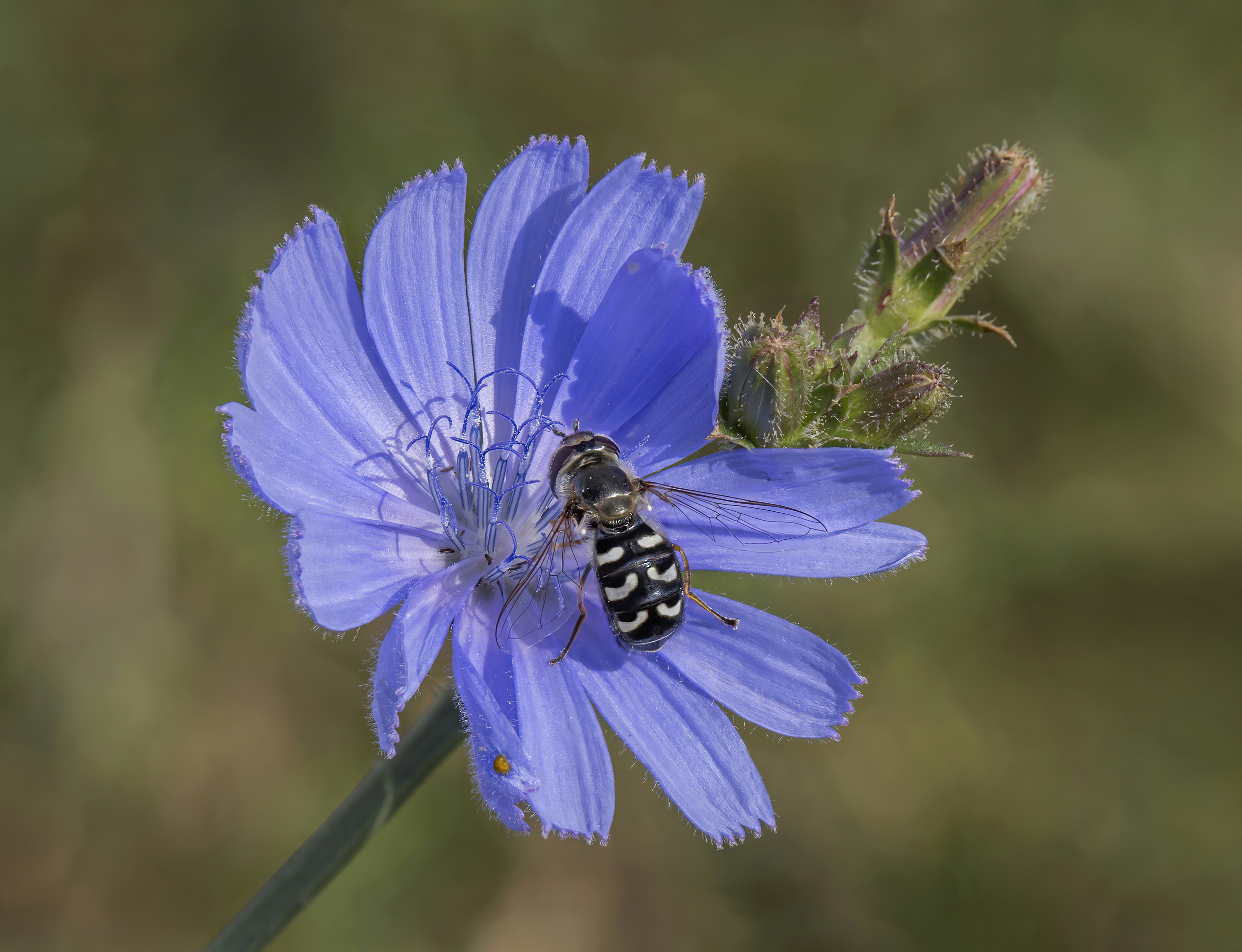
Syrphe pyrastre butinant Cichorium intybus près de Zărnești. Aout 2022.

Elle est composée de plusieurs quartiers dont les principaux sont :
- Zărnești, centre administratif : 173,3 km2
- Tohan Blocuri (6 Martie) : 32 km2
- Tohanul Vechi : 17,86 km2
- Tohanul Nou : 17,26 km2

La ville de Zărnești est située dans la partie sud du județ de Brașov, à 30 km de cette ville ; le joupanat de Zărnești était une petite valachie transylvaine régie par le jus valachicum, au sud-ouest du Pays de la Bârsa (région culturelle et historique), sur les rives de rivière Bârsa, au pied des monts Piatra Craiului.

## Démographie

### Ethnies
| Année, | Roumains | Roumains | Hongrois | Hongrois | Allemands | Allemands | Roms | Roms | Autres | Autres |
| Année, | Nb       | %        | Nb       | %        | Nb        | %         | Nb   | %    | Nb     | %      |
| ------ | -------- | -------- | -------- | -------- | --------- | --------- | ---- | ---- | ------ | ------ |
| 1850   | 4 801    | 94,60    | 1        | 0,02     | 16        | 0,32      | 257  | 5,06 | 0      | 0,00   |
| 1920   | 6 174    | 89,90    | 368      | 5,36     | 304       | 4,43      | –    | –    | 22     | 0,32   |
| 1930   | 6 746    | 84,42    | 756      | 9,46     | 384       | 4,81      | 49   | 0,61 | 56     | 0,70   |
| 1941   | 8 931    | 92,03    | 294      | 3,03     | 331       | 3,41      | –    | –    | 148    | 1,53   |
| 1956   | 13 135   | 92,10    | 829      | 5,81     | 249       | 1,75      | 2    | 0,01 | 47     | 0,33   |
| 1966   | 16 459   | 93,37    | 954      | 5,41     | 193       | 1,09      | 0    | 0,00 | 22     | 0,12   |
| 1977   | 21 801   | 93,61    | 604      | 2,59     | 154       | 0,66      | 389  | 1,67 | 340    | 1,46   |
| 1992   | 24 851   | 94,42    | 673      | 2,56     | 93        | 0,35      | 688  | 2,61 | 14     | 0,05   |
| 2002   | 23 861   | 94,32    | 493      | 1,95     | 51        | 0,20      | 879  | 3,47 | 15     | 0,06   |
| 2011   | 20 706   | 88,20    | 299      | 1,27     | 29        | 0,12      | 603  | 2,57 | 1839   | 7,83   |

## Monuments et lieux touristiques

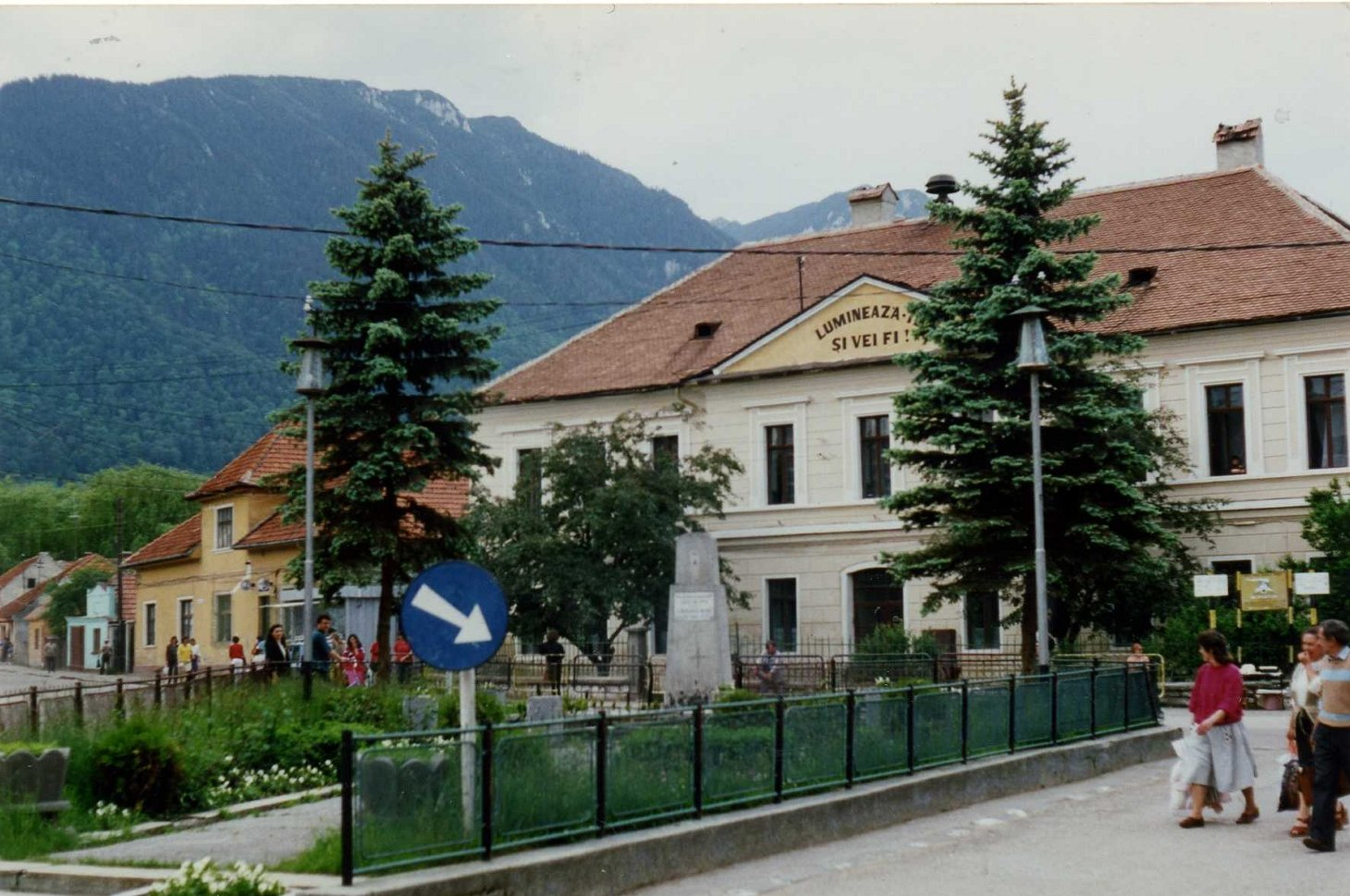
Le centre-ville de jour, en 1994, beaucoup plus végétalisé que de nos jours. L'inscription du fronton est : « éclaire ton esprit et tu existeras ».

- Stèle de la bataille victorieuse du 21 août 1690 dans laquelle le prince de Transylvanie Imre Thököly vainquit Mihály Teleki (prétendant au trône transylvain soutenu par les Habsbourg) qui y fut tué.
- Église Saint Nicolas du Zărnești (construite au XIVe et XIXe siècles), monument historique.
- Église  Nativité de la Bienheureuse Vierge Marie construite au XVIIIe siècle, monument historique.
- Parc national Piatra Craiului (aire protégée avec une superficie de 14 870 ha[6].

## Relations internationales
- Markkleeberg (Allemagne)